# 36 Pułk Artylerii Lekkiej

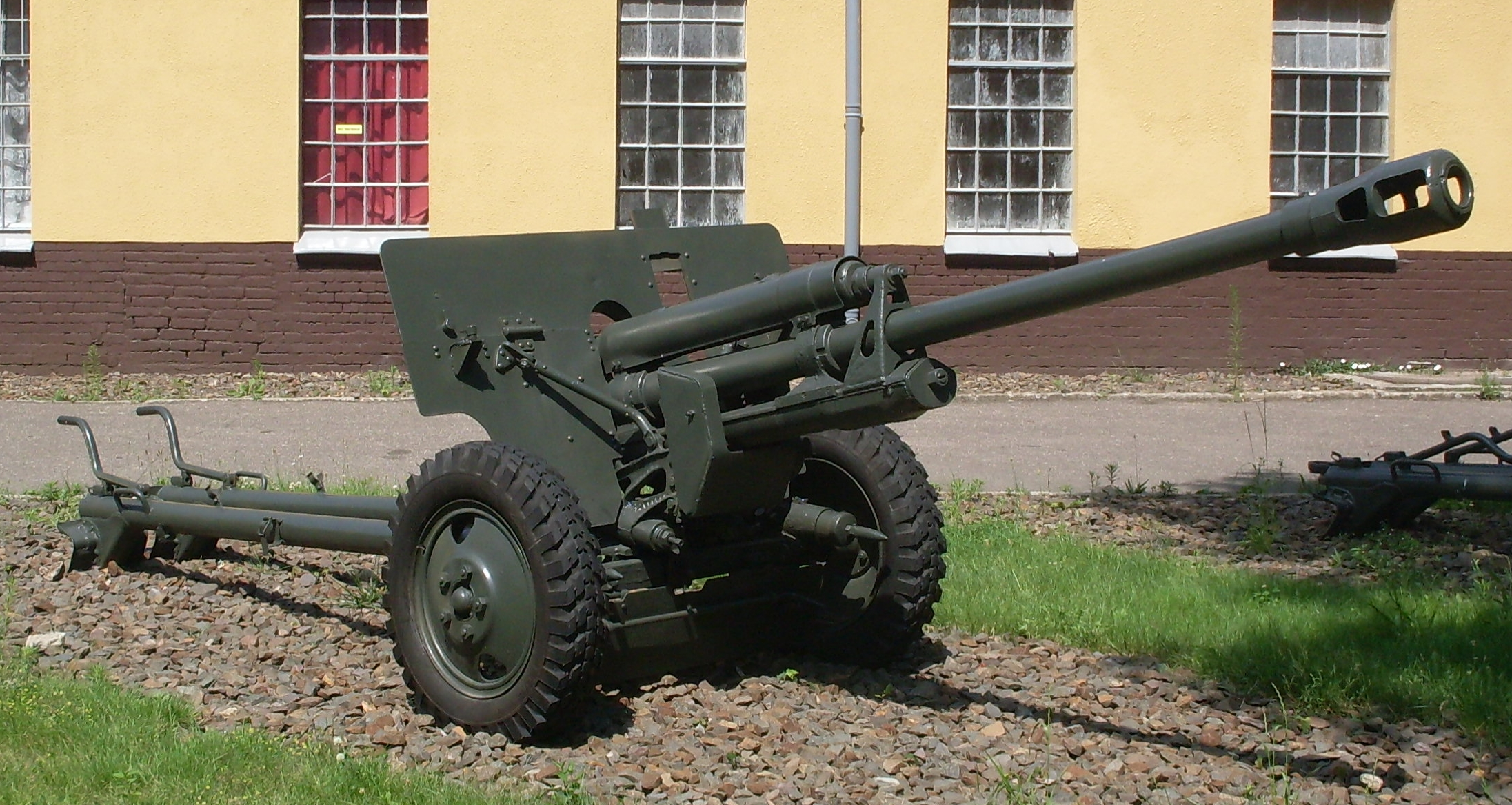
Armata dywizyjna wz. 42 ZIS-3

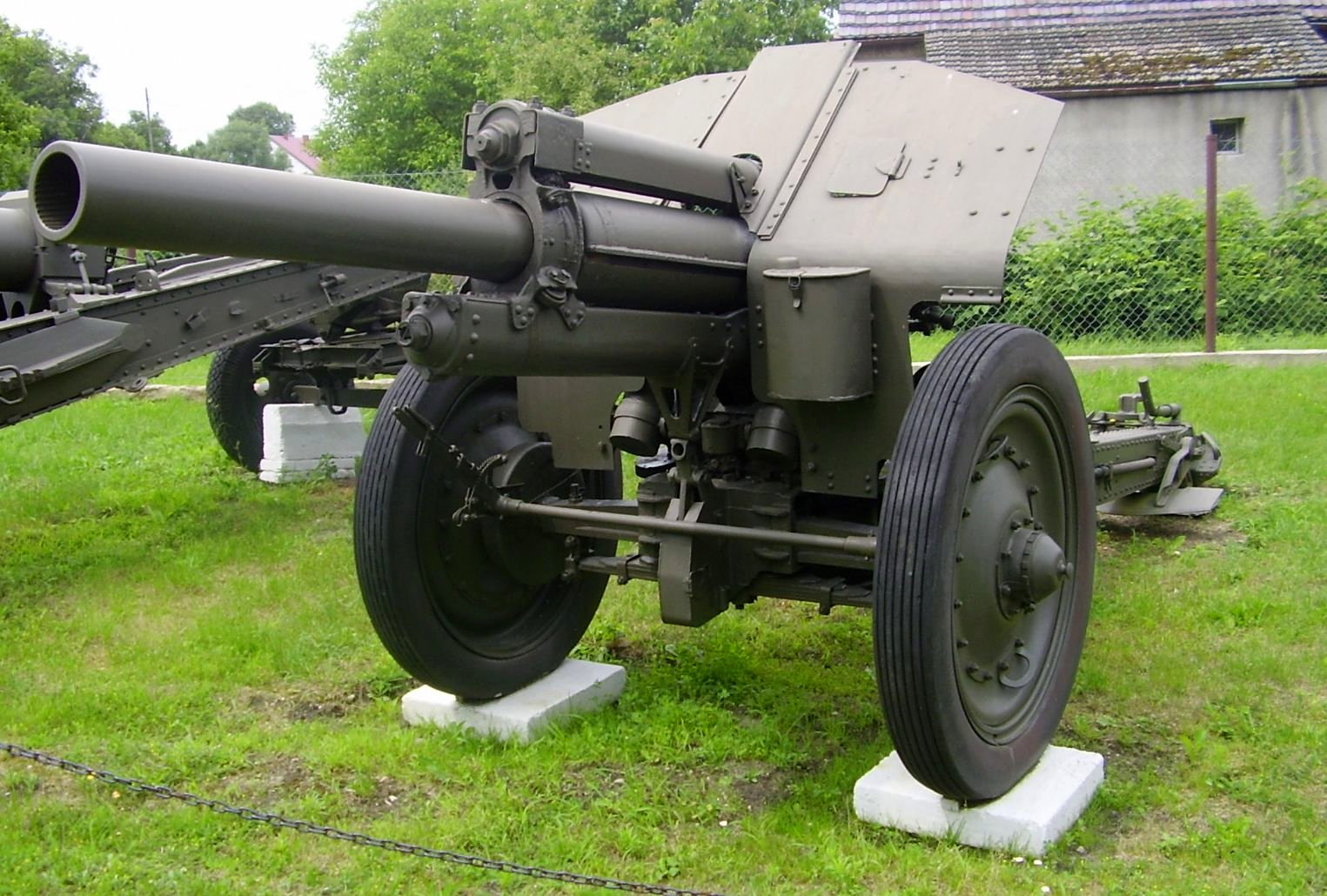
122 mm haubica wz. 1938 (M-30)

36 pułk artylerii lekkiej (36 pal) – oddział artylerii lekkiej ludowego Wojska Polskiego.

## Formowanie i zmiany organizacyjne
Pułk sformowany został w Bydgoszczy na podstawie rozkazu nr 58 Naczelnego Dowództwa Wojska Polskiego z 15 marca 1945. Wchodził w skład 14 Dywizji Piechoty. Rejon formowania opuścił już po zakończeniu wojny. Udziału w walkach nie brał. Po wojnie uczestniczył w akcji rolnej i w walkach z UPA. W połowie 1946 dyslokowany został do garnizonu Siedlce, a wiosną 1949 do garnizonu Choszczno. Latem 1957 jednostka została rozformowana, a na jej bazie utworzony został 105 dywizjon artylerii haubic i 7 dywizjon artylerii rakietowej. Oba pododdziały włączone zostały w skład 20 Dywizji Pancernej.
30 września 1967 105 dah przyjął dziedzictwo tradycji 1 Pomorskiego pułku moździerzy i otrzymał nazwę wyróżniającą "Pomorski", a dzień 2 lutego ustanowiony został świętem jednostki. Później na bazie 105 Pomorskiego dywizjonu artylerii haubic utworzony został 36 Pomorski pułk artylerii.

## Dowódca
- ppłk Stanisław Skrycki[6]

## Struktura organizacyjna
- Dowództwo i sztab
- 3 x dywizjon artylerii
  - 2 x bateria artylerii armat
  - 1 x bateria artylerii haubic
- bateria parkowa

Stan etatowy: żołnierzy – 1093 (oficerów – 150, podoficerów - 299, kanonierów - 644)
sprzęt:
- 76 mm armaty - 24
- 122 mm haubice - 12
- rusznice przeciwpancerne - 12
- samochody - 108
- ciągniki - 24

## Przekształcenia
36 pułk artylerii lekkiej (do 1977) → 105 Pomorski dywizjon artylerii haubic(do 1968) → 36 Pomorski pułk artylerii (do 1990) → 37 Łużycki pułk artylerii (1990-91)
→ 37 pułk artylerii (1991-96) → 30 Pomorski pułk artylerii mieszanej